# Pensamiento creativo
El pensamiento creativo («reflexionar», «facultad de crear») es la capacidad de establecer o introducir por primera vez algo; hacerlo nacer o producir algo de la nada. El pensamiento por su parte, se define como todo aquello que es traído a existencia mediante la actividad del intelecto. El pensamiento creativo, consiste en el desarrollo de nuevas ideas y conceptos. Se trata de la habilidad de formar nuevas combinaciones de ideas para llenar una necesidad. Por lo tanto, el resultado o producto del pensamiento creativo tiende a ser original.
Se puede entender entonces, por pensamiento creativo en la adquisición del conocimiento en un modo particular de abordaje cognitivo que presenta características de originalidad, flexibilidad, plasticidad y fluidez, y funciona como estrategia o herramienta cognitiva en la formulación, construcción y resolución de situaciones problemáticas en el contexto de aprendizaje, dando lugar a la apropiación del saber.
Los elementos que conforman la creatividad serían: 
1. Producir una forma de pensar nueva
2. El propósito de esta idea es darle solución a una problemática
3. La idea original deberá desarrollarse al 100% de sus capacidades
4. Tener previstas las consecuencias que la nueva idea traerá consigo.

Ejemplo del pensamiento creativo podría ser el escribir un libro, pintar, dibujar, construir algún objeto, entre otras cosas... Es necesario poner en práctica este actuar en el día a día porque de este modo el cerebro se desarrollará y se mantendrá activo; y de este modo podremos resolver las necesidades de forma rápida y eficaz

## Origen
El concepto de pensamiento creativo es mencionado por el psicólogo Howard Gardner. Según Gardner, una persona no es creativa en general, sino que es creativa en una cosa en particular, ya sea en escribir, enseñar o dirigir una organización.

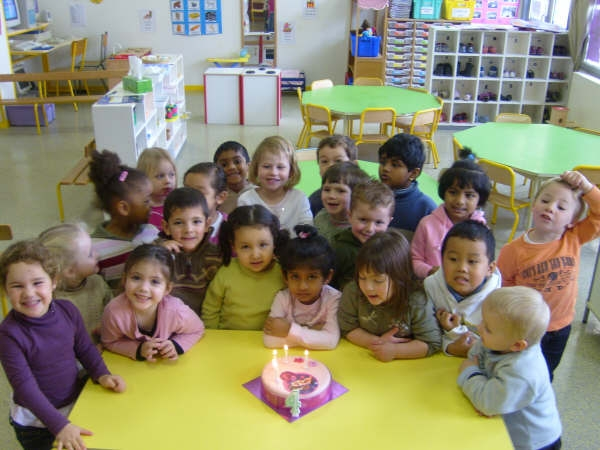
Niños en la Escuela Primaria

La creatividad no es una sola habilidad que una persona pueda emplear en cualquier actividad. Según Gardner, la creatividad no es una especie de fluido que pueda manar en cualquier dirección sino que una persona puede ser muy original e inventiva en un área, sin ser particularmente creativa en otras. Esto lleva a Gardner a considerar al individuo creativo como alguien que regularmente es capaz de resolver un problema, o una idea que se pueda convertir en un producto valorado en un ámbito dado. La definición de creatividad dada por Gardner es diferente de las que se encuentran en la mayoría de libros de texto de psicología. En dichos libros se describe la creatividad como una suerte de talento global, y esta visión suele ir acompañada por la noción popular de las pruebas prácticas destinadas a establecer, en pocos minutos, la medida de la creatividad de una persona. 
De acuerdo con Howard Gardner, la visión de la creatividad según los libros de texto carece de sentido; lo que se debe observar es a una persona trabajando durante un tiempo en un ámbito particular ante problemas que surjan, y cómo esta persona se dispone a solucionar los problemas para saber si es creativa o no. “Ahora bien, la persona creativa –continúa Gardner- tiene que poder hacer ese tipo de cosa con regularidad. No es algo fugaz, que ocurra una sola vez. Es un estilo de vida. Las personas creativas están siempre pensando en los ámbitos en que trabajan. Viven sondeando. Viven diciendo: “¿ Qué es lo que tiene sentido aquí, y qué es lo que no tiene sentido?”. Y si no tiene sentido: “¿Puedo hacer algo para cambiarlo?”.

## Técnicas
Las técnicas para desarrollar el pensamiento creativo incluyen:
- Análisis morfológico
- Analogías
- Biónica
- Brainstorming o Lluvia de Ideas
- Blue Slip
- Brainwriting
- Conexiones morfológicas forzadas
- Crear en sueños
- CRE-IN
- DO IT
- El arte de preguntar
- El catálogo
- El porqué de las cosas (la brújula)
- Estratal
- Galería de famosos (Hall of Fame)
- Generación de ideas a distancia
- Ideart
- Ideas animadas
- Identificación o empatía
- Imanchin
- Inspiración por colores
- Inspiravideo
- La inversión
- Listado de atributos
- Mapas mentales
- Método 635
- Método Delfos (Delphi)
- Microdibujos
- mitodología
- Morphing
- Ojos limpios (fresh eyes)
- Provocación (PO)
- Relaciones forzadas (palabra al azar)
- Scamper
- Técnica Dalí (imágenes hipnogógicas)
- Juego dindon[3] (juego para elaborar soluciones)
- Técnica de Da Vinci[4]